# 備前堀八ヶ村落

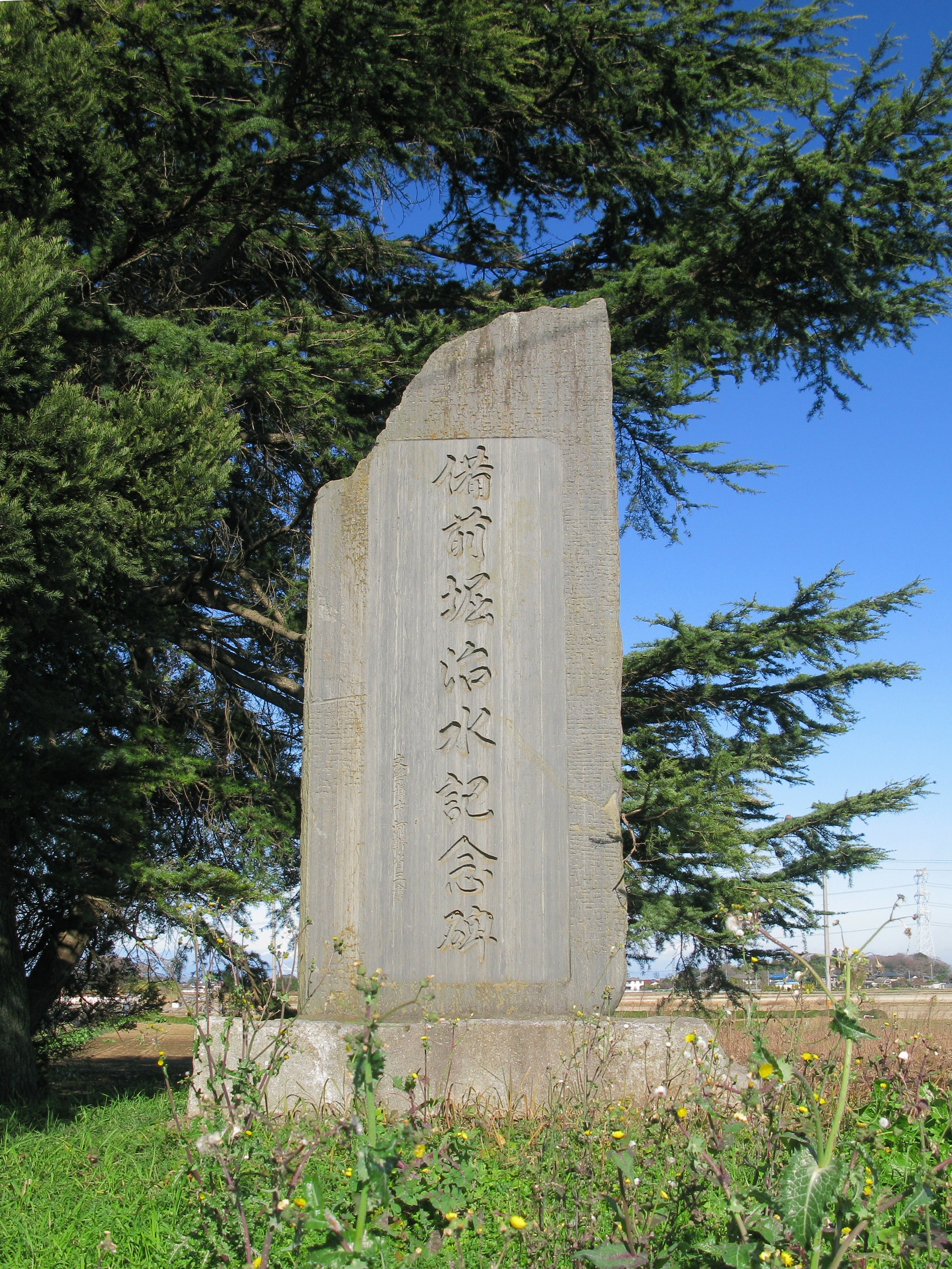
備前堀治水記念碑

備前堀八ヶ村落（びぜんぼり はっかむらおとし）は、埼玉県加須市および久喜市を流下する河川である。

## 概要
この備前堀八ヶ村落という名称は主に加須市騎西地域での名称であり、加須市加須地域や久喜市では単に八ヶ村落（はっかむらおとし）と称されている。名称の由来となっている八ヶ村とは根小屋村・日出安村・正能村・外川村・騎西町・牛重村・常泉村・油井ヶ嶋村を指し、これらの村々によって河川の管理がなされていたことにより八ヶ村落という名称がついた。流域周辺は一部集落の周辺を流下するが、ほとんどの区間では水田などの農地となっている。なお、詳細な流路に関しては以下の流路節を参照されたい。流下する途中で油井ヶ島沼と接続し、備前堀川との合流地点には「備前堀 治水記念碑」の石碑が設けられている。また、現在の加須市鴻茎と久喜市北中曽根の接している約200m程の地点が唯一、平成の大合併以前に旧久喜市と旧北埼玉郡騎西町が接している地点であった。

## 流路
- 加須市正能の大道公園の北東にて開渠となり、市道の南側に沿い東南東へ向かい流下する。
- 騎西総合公園の北部を蛇行しながら流下し、その後、日出安（北側）と外川（南側）の境界を東南東に向かい流下する。
- 日出安（北側）と根古谷（南側）の境界に至り南東へと流路を変え、その境界を流下する。（一部では根古谷側を流下する。）その後、日出安（北側）と牛重（南側）の境界を南東に向かい流下する。やがて両岸とも牛重となり、牛重北部を南東に向かい流下する。（一部では常泉（北側）と牛重（南側）の境界を流下する。）
- 加須菖蒲線を東側へと横断すると両岸とも油井ヶ島となり、油井ヶ島の南部を南東に向かい流下する。この流域では北側に所在している油井ヶ島沼と接続する。
- 鴻茎（西側）と割目（東側）の境界に至る約200m程上流にて南南東へと流路を変え油井ヶ島を流下し、その後、鴻茎（西側）と割目（東側）の境界を南南東へと流下する。
- 加須市鴻茎（西側）と久喜市北中曽根（東側）の境界を南南東へと流下し、やがて北西方より流下してくる備前堀川と合流（流入）し、終点となる。
- 終点：備前堀川

## 橋梁

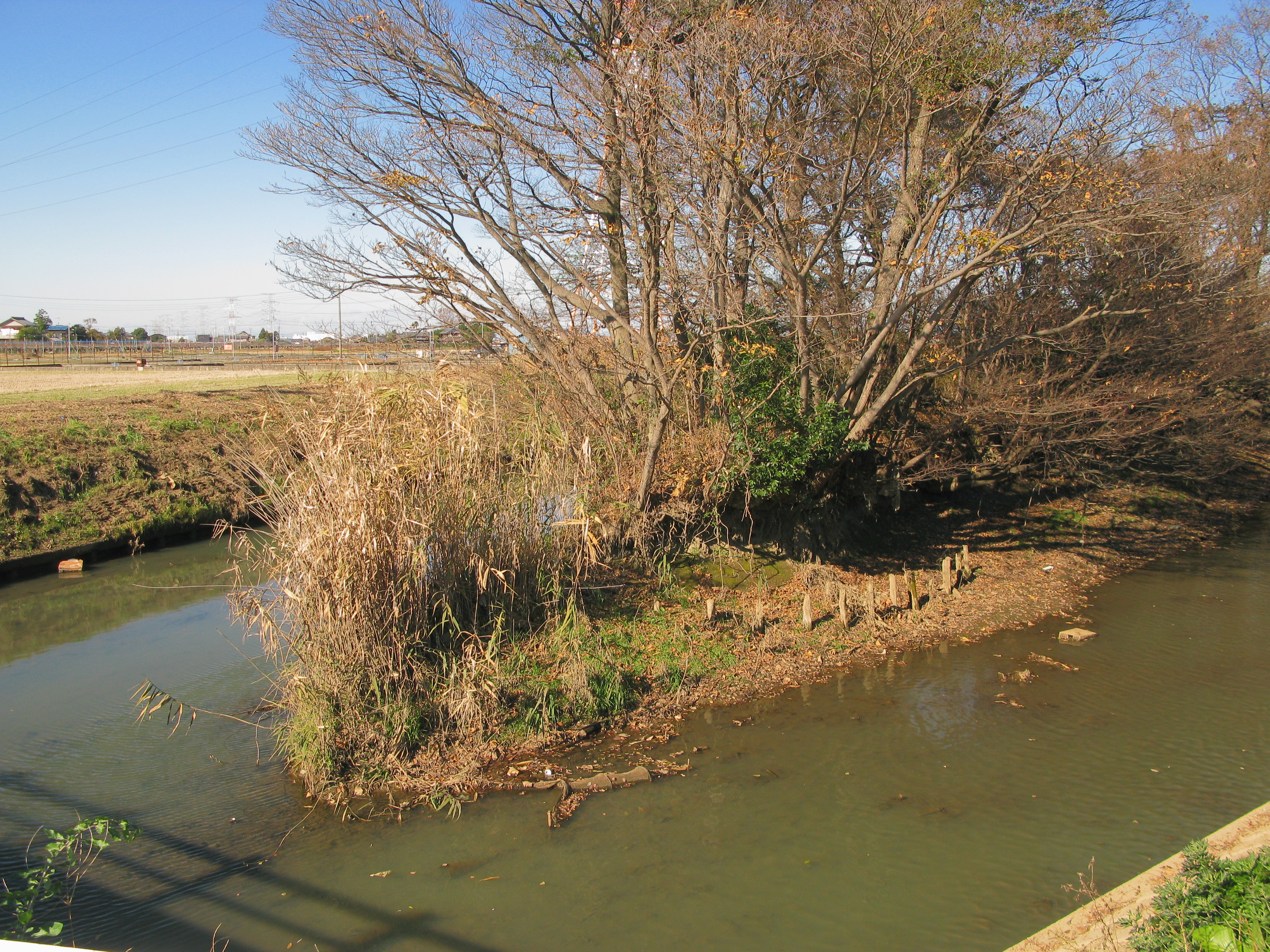
備前堀八ヶ村落と備前堀川の合流点

- （埼玉県道151号久喜騎西線）
- 名称不明
- 八ヶ村橋
- 城下橋（埼玉県道38号加須鴻巣線）
- 広島橋
- 境橋（埼玉県道149号加須菖蒲線）

## 流域周辺所在の施設
- 大道公園
- 騎西総合公園
- 加須市立騎西総合体育館
- 騎西城
- キャッスルきさい
- 加須市立騎西図書館
- 油井ヶ島沼